# Drymophila hellmayri
A Drymophila hellmayri a madarak osztályának verébalakúak (Passeriformes) rendjébe és a hangyászmadárfélék (Thamnophilidae) családjába tartozó faj.

## Rendszerezése
A fajt W. E. Clyde Todd amerikai ornitológus írta le 1915-ben, a Drymophila caudata alfajaként, Drymophila caudata hellmayri néven.

## Előfordulása
Dél-Amerika északi részén, Kolumbia területén, a Sierra Nevada de Santa Marta hegységben honos. Természetes élőhelyei a szubtrópusi vagy trópusi hegyi esőerdők és cserjések, valamint ültetvények és szántóföldek. Állandó, nem vonuló faj.

## Megjelenése
Testhossza 14,5–15,5 centiméter.

## Természetvédelmi helyzete
Elterjedési területe nagyon kicsi, ahol az élőhelyét nagymértékben megszüntették és még mindig fenyegeti a mezőgazdasági terjeszkedés, a fakitermelés és az égetés, az egyedszáma is csökkenő. A Természetvédelmi Világszövetség Vörös listáján mérsékelten fenyegetett fajként szerepel.